# Abschiedswalzer (Roman)
Abschiedswalzer (tschechisch: Valčík na rozloučenou) ist der Titel eines 1972 vollendeten und 1979 in tschechischer Sprache veröffentlichten Romans des tschechisch-französischen Schriftstellers Milan Kundera. Erzählt wird vor dem Hintergrund der politischen Situation des Landes die tragische Beziehungsgeschichte einer Krankenschwester und eines Musikers. Die erste deutsche Übersetzung von Franz Peter Künzel erschien 1977, eine neue Übersetzung von Susanna Roth wurde 1989 veröffentlicht.

## Überblick
Die Handlung spielt, den Romankapiteln entsprechend, an fünf Tagen in einem nicht namentlich benannten böhmischen Bade- und Kurort. Dessen heilender Sprudel soll Frauen angeblich der Fruchtbarkeit zuträglich sein. Einzig die geographischen Beschreibungen Gebirge und Tal sowie die beiden Hotels Marxhaus und Richmond deuten auf Karlsbad hin. Rosa, die als Krankenschwester arbeitet und an diesem Ort geboren wurde, hat den Traum, dass sie eines Tages fortgehen kann aus dem öden Fleckchen. Bei der Erkenntnis, dass sie schwanger ist, meldet sie sich beim Trompeter Klima in Prag, der Auftritte im Richmond hatte, mit dem sie eine Nacht verbracht hat, und behauptet, das Kind sei von ihm. Der Musiker, der verheiratet ist, drängt zur Abtreibung.
Zwei Monate zuvor hatte sie tatsächlich eine kurze Affäre mit dem Trompeter Klima, als dieser in der Stadt gastierte. Am dritten Tag tritt mit der Ankunft des Regimekritikers Jakub und seines Mündels Olga eine weitere schwierige, durch die politische Vergangenheit belastete personale Beziehung in die Handlung ein, und dies führt in einer Zufallskette auf tragische Weise zu Rosas Tod. Zwei weitere Protagonisten, der Arzt Skreta und der Patient Bertlef, greifen indirekt, als Katalysatoren, in das Geschehen ein.

## Handlung

### Dreieck Klima–Rosa–Franta
Der ca. 30-jährige prominente Kapellmeister und Trompeter Klima erhält von der Krankenschwester Rosa (Růžena) die Nachricht (Kap. 1), sie sei von ihm schwanger, als Folge von zwei Nachtstunden vor zwei Monaten nach einem Konzert im Kurort. Damals hatte der reiche Amerikaner Bertlef die Musiker und einige Krankenschwestern zu einer Party in sein Appartement im Jugendstil-Gästehaus „Richmond“ eingeladen. Vater des Kindes könnte jedoch auch der Monteur Franta (František) sein. Er liebt Rosa und will sie heiraten. Sie sieht in ihm aber nur einen Sexualpartner und keinen Mann für ihre Zukunft: Er ist jünger als sie, sie findet ihn nicht attraktiv und lehnt eine mit ihm zu erwartende langweilige Provinzehe ab. Ihre intimen Kontakte versucht sie geheim zu halten. Wenn er sie in der Öffentlichkeit anspricht, reagiert sie verärgert und sagt ihm, dass sie sich nicht an ihn gebunden fühlt. Klima ist im Gegensatz zu ihm gutaussehend und als Prager interessant. Sie hat sich deshalb für ihn als Vater entschieden. Beiden Partnern gegenüber leugnet sie ihre sexuellen Beziehungen mit anderen Männern.

### Dreieck Rosa–Klima–Kamila
Klima trennt in seinem Leben Sex und Liebe. Er hatte schon viele kurze Affären, aber er liebt allein seine schöne Frau Kamila, die wegen ihrer schwachen Gesundheit ihre Karriere als Sängerin aufgeben musste. Sie ist krankhaft eifersüchtig und vermutet ständig die Untreue ihres Mannes, aber ihr fehlen die Beweise. Ob er die Wahrheit sagt oder nicht, sie misstraut all seinen Erklärungen über seine Abwesenheit wegen unaufschiebbarer Termine, stellt ihm aber Fragen über seine angeblichen oder tatsächlichen Konferenzen, um ihm zu beweisen, dass sie nicht an deren Existenz zweifelt. Er weiß das, spielt aber das Versteckspiel mit und tut so, als ob sie ihm glaube. Nach Rosas Anruf berät Klima sich mit seinen Kollegen darüber, wie er reagieren soll. Sie nennen ihm drei Möglichkeiten: Er könnte die Verantwortung wegen Ungewissheit der Vaterschaft ablehnen. Sie wären bereit, vor Gericht zu beeiden, ebenfalls mit Rosa Sex gehabt zu haben. Er könnte sie mit Hinweis auf seine Ehe oder Karriere zu einer Abtreibung bewegen. Er entscheidet sich für die dritte Variante, spielt ihr am Telefon seine Verliebtheit vor und kündigt seinen Besuch am nächsten Tag an. Im Gespräch will er sie zum Abbruch überreden.
Klima reist am nächsten Tag (Kap. 2) in den Badeort und erklärt Bertlef, der durch das Fest indirekt Klima und Rosa zusammengebracht hat, jeder Seitensprung sei eine Verstärkung seiner Liebe zu seiner Frau. Rosa sei nur eine Bekräftigung seiner monogamen Liebe gewesen. Der Amerikaner sieht als Ursache für Klimas Ablehnung Rosas seine übergroße Liebe zu seiner Frau und verurteilt dies als Versündigung und Verachtung aller anderen Kreaturen. Er rät ihm, Mitleid mit Rosa zu haben. Er solle versuchen, sie zu lieben, dann würde sie nichts unternehmen, was ihm schaden könnte. Bertlef ist aus religiösen Gründen zwar gegen Schwangerschaftsabbrüche, er geriet aber als junger Mann in eine ähnliche Situation und arrangiert deshalb ein Gespräch mit dem Frauenarzt Skreta. Der ist zu dem Eingriff bereit und fordert als Gegenleistung ein gemeinsames Konzert des Profis mit zwei Amateuren: Klima als Trompeter, er als Schlagzeuger und der Apotheker am Klavier.
Anschließend trifft Klima Rosa im Restaurant und spielt ihre seine Liebe vor. Sie reagiert verärgert: Erst habe er sich zwei Monate nicht um sie gekümmert und jetzt trete er als Verliebter auf. Sie merkt, welche Macht sie durch ihre Schwangerschaft über ihn hat, und lehnt eine Abtreibung ab. Er verstärkt seine Versprechungen: Er verschaffe ihr einen Arbeitsplatz in Prag. Dort könnten sie ihre Beziehung aufbauen, allerdings zuerst ohne Kind, um sich auf ihre Partnerschaft zu konzentrieren. Sie sieht in diesem Plan für sich eine Perspektive und stimmt zu. Im Lauf der Romanhandlung ändert sie jedoch noch zweimal ihre Meinung (Kap. 3 und 4). Ihre Kolleginnen warnen sie nämlich davor, auf Klimas Vorschläge einzugehen. Nach der Abtreibung habe sie kein Druckmittel mehr und er werde sie nicht mit nach Prag nehmen und nicht heiraten. Damit Rosa das Gespräch unaufgeregt führen kann, geben sie ihr ein Röhrchen mit Beruhigungstabletten. Beim nächsten Treffen mit Klima weigert sich Rosa, das Kind abtreiben zu lassen, mit der Begründung, dies wäre unmoralisch. Am Ende des Romans stimmt sie wieder zu, nachdem sie durch eine zufällige Begegnung mit der schönen Kamila ihre Hoffnung auf eine Ehe mit Klima aufgegeben und eine echte Liebesnacht mit Bertlef verbracht hat (Kap. 4). Sie möchte nun ein eigenständiges Leben führen. (Kap. 5)
Zur Begegnung Rosas mit Kamila kommt es durch deren Fahrt in den Kurort. Sie will sich diesmal mit eigenen Augen von Klimas Untreue überzeugen (Kap. 4), denn sie glaubt nicht an sein Konzert. Im Kurort trifft sie auf ein Filmteam, das für die Wochenschau den Badebetrieb gefilmt hat. Es sind alte Bekannte aus ihrer Theaterzeit, und sie feiert, auch um ihre Probleme zu vergessen, mit ihnen das Wiedersehen in einem Lokal. Rosa kommt vorbei und wird vom Regisseur, der sie von den Dreharbeiten her kennt, zum Mittrinken eingeladen. Aus dem Gespräch heraus wird ihr klar, dass ihr Frau Klima gegenübersitzt. Alkoholisiert flirten alle miteinander und der Kameramann umarmt Rosa. Sie spielt zuerst mit, weist ihn aber zurück, als er zudringlich wird, und es kommt zu einem Streit. Plötzlich taucht Bertlef auf, nimmt Rosa in Schutz, fordert für sie einen respektvollen Umgang und lädt alle zum versöhnlichen Umtrunk ein. Nachdem sich die Situation beruhigt hat, geht Bertlef mit Rosa zum Konzert und anschließend in sein Appartement. Er sagt ihr, dass er sie schon lange beobachte und sie liebe. Ihr gefällt seine gefühlvolle Art und sie werden miteinander intim. Rosas Selbstwertgefühl steigt durch Bertlefs Zuwendung, und sie fühlt sich von Klima und Franta befreit.
Nachdem Kamila auch im Konzert keine Spur von einer Geliebten Klimas gefunden hat, geht sie mit ihm auf sein Zimmer im „Richmond“ und versucht ihn zum Sex anzuregen und seine Erektion zu testen. Dass er dazu nicht in der Lage ist, sieht sie als Beweis für seine Untreue an. (Kap. 4). Andererseits ist sie im Kurbad von anderen Männern umworben worden. Auch Jakub macht ihr, als er ihr auf dem Weg aus der Stadt begegnet, Komplimente wegen ihrer Schönheit. Sie hat erkannt, dass sie durch ihre Eifersucht nur auf Klima konzentriert war, der diese Zuwendung nicht verdient hat, und den Blick für die Welt verlor. (Kap. 5)

### Jakub und Olga
Im 3. Kapitel treten weitere Personen in die Handlung ein, setzen neue thematische Akzente und vernetzen sich mit dem bereits bekannten Personal.
Der 45-jährige Jakub war während der stalinistischen Säuberungen zu einer langen Gefängnisstrafe verurteilt worden. Er gilt als Dissident und hat jetzt endlich die Ausreisegenehmigung erhalten. Er ist in den Kurort gekommen, um sich von Skreta und seinem Mündel Olga zu verabschieden. Skreta hatte ihm, als Jakub vor mehr als 15 Jahren aus dem Gefängnis entlassen wurde, eine Giftpille für den Fall einer neuen Inhaftierung oder eines harten Verhörs hergestellt, Jakub hat sie immer bei sich getragen und will sie ihm vor seiner Ausreise zurückgeben. Doch Skreta erwidert, er solle sie behalten, sie könne ihm noch einmal nützlich sein.
Olga ist die Tochter eines alten Freundes von Jakub. Als sie 7 Jahre alt war, wurde der kommunistische Vater im Rahmen der Säuberung verhaftet, saß zusammen mit Regimekritikern, die er vorher bekämpft hatte, im Gefängnis und wurde schließlich hingerichtet. Auch auf Olga wirkte sich die Verurteilung aus: Sie musste mit ihrer Mutter die Stadt verlassen und in ein Bergdorf ziehen. Sie durfte nicht studieren. Jakub nahm sich später des verwaisten Kindes an und besorgte ihr wegen ihrer psychischen Probleme einen Behandlungsplatz bei Skreta. Jetzt, nach der Rehabilitierung des Vaters, darf sie studieren. Sie spricht mit Jakub über die Vergangenheit und will wissen, ob ihr Vater vor seiner Verhaftung als kommunistischer Politiker an Prozessen gegen Regimegegner und deren Verurteilung beteiligt war. Jakub will sie schonen und verschweigt ihr, dass der alte Freund, ein halbes Jahr vor seiner eigenen Inhaftierung, ausgesagt hat, er sei ein Feind der Revolution, und damit zu seiner Verurteilung beigetragen und sogar seine Hinrichtung in Kauf genommen hat (Kap. 5).
Olgas Gesundung ist gut vorangeschritten und sie steht am Beginn eines neuen Lebensabschnitts. Deshalb ist sie über die Auswanderung ihres Ersatzvaters nicht unglücklich. Sie will studieren und möchte von Jakub nicht wie eine Tochter, sondern als Frau behandelt werden. Deshalb geht sie nach dem Konzert mit ihm auf sein Zimmer und verführt ihn gegen seinen Willen. Ihr geht es dabei nicht um Liebe, sondern um Selbstbestätigung und Befreiung aus der Pflegetochter-Rolle. Während sie die Initiative ergreift, denkt er an das Gift in Rosas Tasche. (Kap. 4)

### Die Gifttablette

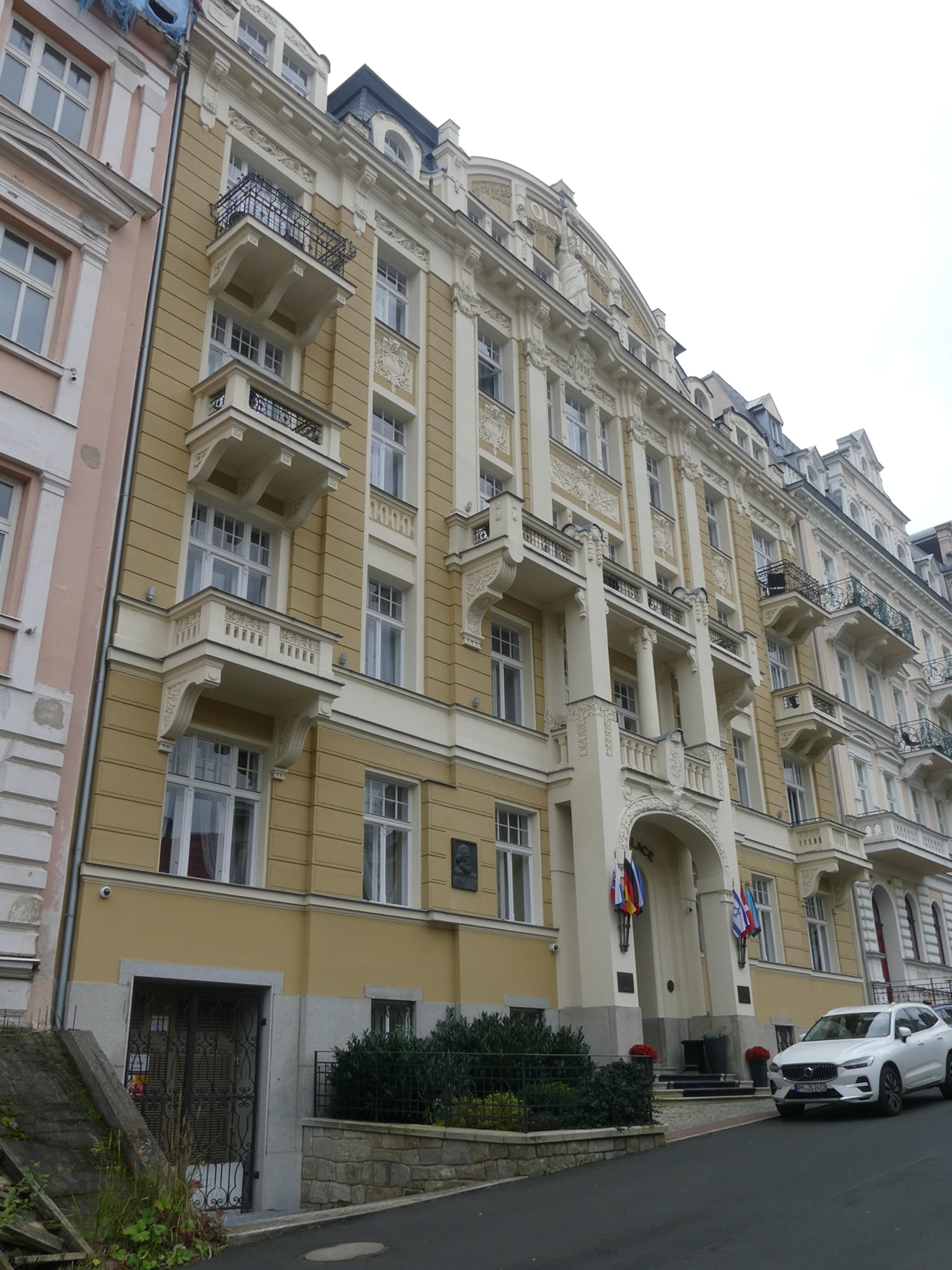
Marxhaus in Karlsbad oder Karlovy Vary, heute wieder Olympic Palace

Klima trifft sich am vierten Tag mit Rosa im Weinlokal, um sie erneut zur Abtreibung zu überreden (Kap. 4). Sie lehnt dies jedoch ab und sie verlassen das Lokal. Jakub hat sich mit Olga im selben Restaurant verabredet. Er setzt sich, nachdem Klimas und Rosas Platz mit der schönen Aussicht in den Park frei geworden ist, an deren Tisch, auf dem Rosa das Röhrchen mit ihren Beruhigungstabletten vergessen hat. Jakub sieht die hellgrünen Tabletten, vergleicht sie mit seiner ähnlichen und legt sie dazu ins Röhrchen. Kurz nachdem sich Olga zu ihm gesetzt hat, kommt Rosa zurück und reißt ihm, nach kurzem Disput, weil er ihr die Tabletten nicht geben will, das Röhrchen aus der Hand. Er ist zuerst schockiert, will Olga den Vorfall nicht erklären und unternimmt zunächst nichts. Später sucht er erfolglos nach Rosa, um sie vor der Einnahme zu warnen. Beim Konzert hätte er eine Gelegenheit dazu. Er und Olga sitzen in der Nähe von Bertlef und Rosa, und Jakub überlegt, wie er ihr die Gefahr erklären kann, ohne Aufsehen zu erregen. Er verschiebt jedoch immer wieder seine Aktion, bis es zu spät ist und Rosa und mit Bertlef den Saal verlassen.
Franta beobachtet am nächsten Tag Rosa und schleicht ihr und Klima nach, als sie zum Gespräch mit der Kommission ins Marxhaus gehen. Beide beantragen die Abtreibung und sie erhalten die Genehmigung. Franta weiß nun, dass Rosa schwanger ist, und es kommt zu einer heftigen Auseinandersetzung. Franta glaubt, er sei der Vater, und besteht auf seiner Mitsprache in dieser Angelegenheit. Wenn sie sein Kind töte, nehme er sich das Leben und sie sei eine Doppelmörderin. Rosa regt sich sehr auf und nimmt zur Beruhigung eine Tablette aus dem Röhrchen. Es ist Jakubs Gifttablette und sie bricht unter Krämpfen zusammen. Franta beschuldigt jetzt sich, seine Freundin in den Tod getrieben zu haben, und fordert seine Verhaftung.
Skreta verschleiert bei der polizeilichen Untersuchung den Fall und lenkt die Aufklärung des Inspektors auf Rosas Selbstmord, obwohl er von Jakubs Pille weiß: Gifttabletten gebe es in der Klinik nicht. Rosa müsse sie irgendwo sonst besorgt haben. Motive für einen Mord sieht er nicht. Klima habe sich nur aus Mitleid mit Rosa formal zum Vater erklärt, um für sie die Zustimmung der Kommission zu erreichen. Franta, der wirkliche Vater, habe Rosa heiraten wollen und der Eingriff sei noch nicht erfolgt. Also scheide das Motiv der Rache aus. Bertlefs Einwand, Rosa sei in der Liebesnacht glücklich gewesen und nicht selbstmordgefährdet, unterbindet der Inspektor mit der Konstruktion einer Indizienkette, die auch Bertlef belasten könnte, worauf dieser seinen Protest aufgibt.
Jakub hat am Morgen des fünften Tages (Kap. 5) durch ein Telefonat mit dem Badehaus mit Erleichterung erfahren, dass Rosa lebt. Er erklärt sich dies mit der Wirkungslosigkeit der Tablette: Skreta habe ihn offenbar getäuscht, um seinen Selbstmord zu verhindern. Ihm hat die Tablette dagegen Sicherheit vermittelt, Herr über sein Leben ihn Notlagen zu sein. Erleichtert verabschiedet er sich von Olga. Auf dem Klinikgelände begegnet ihm Kamila und er ist von ihrer Schönheit fasziniert. Ihm werden die Defizite in seinem Leben bewusst. Er fährt ab zur Grenze, ohne vom Tod Rosas zu erfahren. Er denkt jedoch über seine Schuld nach, die für ihn nur theoretisch besteht, weil er nicht eingeschritten ist und die ihm unsympathische Rosa informiert hat. Aber er hätte, stellt er sich vor, auch bei Rosas Tod, den er als Zufallskette bewertet, keine Schuldgefühle. Durch sein moralisches Versagen fühlt er sich jedoch als Teil des doppelbödigen Gesellschaftssystems. Er war ein „Bruder dieser traurigen Mörder“ und hatte „kein Vorrecht auf Edelmut.“ (Kap. V, Abschnitt 22)
Olga hat Rosas Tod im Badehaus miterlebt. Mit der Toten verband sie eine gegenseitige Antipathie und sie weiß, dass Jakub, wie und warum auch immer, der Mörder ist und dass dies Skreta bekannt sein muss. Aber sie wird keine Anzeige erstatten. Sie spürt bei dem Gedanken an den Sex mit einem Mörder ein wonnevolles Frösteln und fragt sich: „Lebe denn auch ich außerhalb der Gerechtigkeit?“ (V, 25.)

### Skretas Fruchtbarkeitstherapie
Skreta versteht es skrupellos, sich zu seinem Vorteil im System zu halten und unangenehme Tatsachen zu verschweigen. Er hat sich durch einen Trick den Ruf eines Wunderarztes erworben. In einem Gespräch mit Bertlef und Jakub erklärt er seine Fruchtbarkeitstherapie: Den angeblich unfruchtbaren Frauen, die ihn aufsuchen und deren Kinderlosigkeit in Wahrheit durch die Zeugungsunfähigkeit ihrer Männer bedingt ist, hilft nicht die Badekur zur Schwangerschaft, sondern er befruchtet sie ohne ihr Wissen mit seinem Sperma. Er rechtfertigt dies mit seiner Eugenik-Theorie: Er hebe so den Intelligenzstand der Bevölkerung, denn intelligente Menschen zeugten üblicherweise keine oder nur wenige Kinder.
Jakub ist generell gegen die Zeugung von Kindern, denn er will nicht die Verantwortung für ihr Leben in einer Diktatur übernehmen. Für die Politiker seien die Menschen Versuchskaninchen. Auch er war ein solches Opfer. Erziehe ein Vater die Kinder zur Wahrheit, hätten sie Schwierigkeiten in der kommunistischen Gesellschaft. Helfe er ihnen zu einer Karriere, erfordere dies Anpassung und evtl. Verschweigen der eigenen Meinung. Entsprechend seinem pessimistischen Gesellschaftsbild interpretiert er Herodes’ Tötung der Kinder als Entscheidung gegen den Fortbestand des Lebens.
Bertlef widerspricht ihm. Er sieht den Sinn des Lebens nicht in der Teilnahme an der Politik, sondern im Privatleben. So könnten auch die Kinder die Schönheit des Lebens erfahren. Dabei müssten es keine eigenen Kinder sein, sondern die Gesellschaft könne aus Brüdern bestehen. Er beruft sich auf den jungen Jesus als Gegenentwurf zu Herodes: Seine Unerfahrenheit und Naivität enthalte die Wahrheit. Bertlef ist dafür, den Menschen ihre Fehler zu verzeihen. In der NS-Zeit habe ihn seine damalige Geliebte aus Eifersucht denunziert. Aber er habe keine Rachegefühle, denn sie habe es aus Liebe getan.
Skreta, von Olga als „offiziell anerkannter Kauz“ bezeichnet (III, 6), nutzt seine Wohltaten geschickt aus, um sich persönliche Vorteile zu verschaffen. Seine Abschirmung Klimas bezahlt dieser mit Konzertauftritten zusammen mit dem Amateurschlagzeuger in den Badeorten der Region, was durch den bekannten Namen viel Publikum verspricht, vor dem sich der Arzt in Szene setzen kann. Die Behandlung der jungen Frau Bertlef verschafft ihm einen amerikanischen Pass, denn der kranke Bertlef, der Skretas Spermamethode kennt, ist ihm verpflichtet. Als er am letzten Romantag zusammen mit dem Ehepaar Skreta seine aus Amerika angereiste Frau mit ihrem kleinen Sohn John vom Bahnhof abholt, fällt allen das ähnliche Muttermal auf der Oberlippe sowohl des Kindes als auch des Arztes auf. Bertlef interpretiert dies scherzhaft als Wunder des „Engels“ Skreta. Dieser hat ihm kurz zuvor seinen Wunsch mitgeteilt, von ihm adoptiert zu werden, um mit einem amerikanischen Pass ins westliche Ausland reisen zu dürfen. Bertlef stimmt aus Dankbarkeit zu, und so wird der Arzt juristisch der Bruder seines eigenen Sohnes. Die beiden Paare haben „viel zu feiern. Ein wunderbares Wochenende steht [ihnen] bevor“. (V, 26)

## Form
Die an fünf Tagen spielende Handlung wird im Aufbau linear entwickelt und durch die sorgfältige Konstruktion der Ereignisse und den frühen Hinweis auf die blauen Tabletten Rosas und Jakubs in Spannung gehalten. Der auktoriale Erzähler begleitet abschnittsweise wechselnd die Protagonisten durch die Szenerien, lässt sie sich in ihren Gesprächen selbst darstellen und gibt zusätzliche Erläuterungen zu den Handlungsorten („Der Speiseraum war ein riesiger Saal“, III, 3) und zur Biographie („Sie war die Tochter eines Freundes, der hingerichtet worden war, als sie sieben Jahre alt war“, III, 4).
Außerdem analysiert und bewertet er die Personen, stellt rhetorische kritische Fragen und stellt Thesen auf: „Wäre Olga nur ein bisschen dümmer gewesen, hätte sie sich ganz hübsch gefunden. Da sie aber klug war, sah sie sich viel hässlicher, als sie in Wirklichkeit war, denn ehrlich gesagt war sie weder hübsch noch hässlich, und jeder Mann mit durchschnittlichen ästhetischen Ansprüchen hätte gern eine Nacht mit ihr verbracht“ (III, 3). „Rosa nahm alles, was sie sah, nur als Teil ihrer eigenen Geschichte wahr: Sie war eine unglückliche Frau zwischen zwei Welten“ (III, 7). „Sein Verhalten ihr gegenüber hatte den muffigen Geruch, den die ältere Generation auf junge Menschen oft ausstrahlt. Ältere Menschen erkennt man daran, dass sie mit vergangenen Qualen prahlen und diese in ein Museum verwandelt, in das sie Besucher einladen (ach, diese trostlosen Museen sind so schlecht besucht!)“ (III, 10). „Aber Rosa war weder dick noch alt, ja, sie war sogar hübscher als Olga! Warum also hatte sie sich nicht mit ihr solidarisiert? Wäre sie entschlossen gewesen …“ (IV, 3) „Die Liebe eines Mannes hebt die Frau von der Masse ab“ „Und diese Frauen im Wasserbecken, sie waren das Weibliche in seiner Allgemeinheit.“ (IV, 3)
Zusätzlich reflektiert der Autor seine Darstellung und wendet sich mit in Klammern gesetzten Kommentaren vertraulich an sein Publikum: „Es ist schwer, ein Wort zu finden, mit dem man Jakubs Verhältnis zu Olga charakterisieren könnte.“ (III, 4) „(Sie konnte sich ja, wie wir wissen, gut beobachten)“ (V, 25).

## Autobiographische Bezüge und Rezeption
In seinem in den frühen 1970er Jahren in Böhmen geschriebenen Roman setzt sich der Autor, v. a. in den Figuren Jakubs und Olgas, mit der politischen Situation der ČSSR vor und nach dem Prager Frühling 1968 und mit seiner eigenen persönlichen Situation auseinander.
Der Einmarsch der sowjetischen Truppen beendete eine kurze Phase der Presse- und Kulturfreiheit und restaurierte den Stalinismus. Kundera wurde zur Persona non grata im tschechischen Kulturleben und durfte nicht mehr an der Filmhochschule unterrichten, seine Bücher wurden aus Bibliotheken und Buchhandel entfernt, seine Theaterstücke vom Spielplan gestrichen und seine Publikationen verboten. Bereits in den 1950er und 1960er Jahren warf die KP Kundera „Machenschaften gegen die Partei“ und „individualisierte Neigungen“ vor und schloss ihn aus der Partei aus. 1969 musste er den Schriftstellerverband und ein Jahr später erneut (1967 war er wieder aufgenommen worden) die Partei verlassen. Diese Atmosphäre ist der Hintergrund der Romanhandlungen von Das Leben ist anderswo (Život je jinde) und Abschiedswalzer (Valčík na rozloučenou). Kundera sah Abschiedswalzer, der zunächst den Titel Epilog trug, als seinen letzten Roman an, ohne Chance einer Veröffentlichung. Beide Werke erschienen stattdessen in Frankreich, das ihm 1975 dank eines Lehrauftrags in Rennes und später in Paris Zuflucht bot.
In Kenntnis der persönlichen Biographie Kunderas liest sich Abschiedswalzer auch als Metapher für politische Willkür und Abrechnung mit den Kommunisten in seiner tschechischen Heimat. 2008 holte Kundera noch einmal die Vergangenheit ein: mit einer Situation, wie sie im Roman in der Jakub-Geschichte beschrieben ist. Ihm wurde vorgeworfen, er habe 1950 einen Oppositionellen verraten, der daraufhin mehrere Jahre im Arbeitslager verschwand. Angeblich belegte ein Protokoll der tschechischen Geheimpolizei die Aussage. Doch dem Dokument fehlt die Unterschrift. „Ich bin völlig überrumpelt von etwas, das ich nicht erwartet habe, von dem ich noch gestern nicht einmal etwas wusste und das nicht passiert ist“, sagte der Schriftsteller damals der tschechischen Nachrichtenagentur. Später gab er dazu keine Stellungnahmen.
In den meisten Rezensionen wird auf die Mischung zwischen dem ernsten, oft tragischen politischen Hintergrund und einer gewissen melancholischen, ironischen Leichtigkeit des Erzählens in Kunderas Romanen hingewiesen, so auch im Abschiedswalzer: Die meist tragischen Geschichten bewegen sich in dem Kundera-typischen Spannungsfeld aus Liebe und Politik, Humor und Ernst, Leichtigkeit und Melancholie. Mitunter bleibe dem Leser das Lachen auch im Halse stecken. „Kunderas sprachliche Leichtigkeit und überraschende, immer wieder fesselnde Raffinesse der Handlung überzeugen und amüsieren.“ Der Abschiedswalzer sei eines seiner kurzweiligsten Bücher mit Spannung und ironischem Humor, aber wahrscheinlich sein bösester und zugleich amüsantester Roman: „Eine schwarze Komödie der Irrungen, die Milan Kundera mit Gespür für ironische Pointen und dramatische Verwicklungen ihrem Finale zutreibt.“
Kundera verortet den Roman in die nicht namentlich erwähnte Kurstadt. Trotzdem werden im Kapitel 2 die Orte "Richmond" und Kapitel 4 "Marxhaus" genannt. Diese beiden Hotels befinden sich in Karlsbad, wo Kundera im "Jindra", dem damaligen Haus der Schriftsteller, heute wieder Villa Carlotte in der Petra Velikého mehrere Male Unterkunft bezogen hatte. Das Setting in der Beziehung der Krankenschwester Rosa zum Trompeter Klima aus Prag ähnelt auch dem Settin in Unerträgliche Leichtigkeit des Seins, dort ist es die sehr junge Serviererin Teresa, die der Kleinstadt entfliehen will und als Sprungbrett Thomas einen berühmten Arzt aus Prag auswählt. Auch dort ist die Kulisse der Handlung Karlsbad.

## Adaption
- 2018: Abschiedswalzer (Hörbuch, gelesen von Wolfram Berger), Der Audio Verlag, ISBN 978-3-7424-0440-4.